# Teresa Iaccarino
Teresa Iaccarino (Anacapri, 14 gennaio 1959 – Anacapri, 29 dicembre 2020) è stata una giornalista, conduttrice televisiva e annunciatrice televisiva italiana.

## Biografia
È stata il volto simbolo di Telecapri e Retecapri e, successivamente anche di Telecapri News; ha cominciato a Telecapri sin dall'inizio, nel 1977, in veste di annunciatrice, e ha condotto anche vari programmi e giochi a quiz tra i quali: Quasi Rete - Allo stadio con Telecapri,  La clessidra - tempo televisivo, Il comune più veloce del sud, Drin Drin, Ospiti in casa mia, Buongiorno Cara Italia ottenendo da subito una notevole popolarità: dal 1980 alla fine del 1985 ha anche condotto i programmi cult per ragazzi Cinque punto zero e Sveglia ragazzi con il pupazzo Uffi. 
Dal 1990, con la nascita di TCN (Telecapri News), è diventata anche giornalista e si è occupata prevalentemente di programmi di informazione e di intrattenimento di successo; ha condotto per molti anni anche il telegiornale  dell'emittente nazionale ReteCapri. Ha presentato i Grandi eventi di Telecapri e ha condotto per molti anni il rotocalco 7 in cronaca e la trasmissione Diritto di cronaca in onda sia su Telecapri che su Telecapri News. Tra i "Grandi Eventi di Telecapri", anche il capodanno da Piazza Plebiscito a Napoli (che Telecapri trasmette dal 2006) dove si sono esibiti personaggi come Renzo Arbore, Massimo Ranieri e Tullio De Piscopo, e Il Miracolo di San Gennaro trasmesso in diretta ogni anno il 19 settembre. Sul canale nazionale Capri Gourmet (LCN 55) ha condotto la trasmissione "In cucina con Renatino".
Nel giugno 2015 ha un grave incidente con fratture varie per tutto il corpo, che la costringerà a una riabilitazione fisica della durata di circa sei mesi, e poi a rinunciare alla professione di giornalista. Lascerà pertanto la redazione di Telecapri e si ritirerà a vita privata, dedicandosi principalmente al giardinaggio.

### Morte
È morta a causa di un male incurabile, il 29 dicembre 2020 all'età di 61 anni.

## Programmi televisivi
- Quasi Rete - Allo stadio con Telecapri
- La clessidra - tempo televisivo
- Sveglia ragazzi
- Cinque Punto Zero
- Il club di Uffi
- Il comune più veloce del sud
- Drin Drin
- Ospiti in casa mia
- Buongiorno Cara Italia
- Telecapri News
- Via Telex
- Retecapri News
- Il Sole 24 ore News
- Napoli più, Napoli meno
- Rapporto Napoli
- 7 in cronaca
- Diritto di cronaca
- Grandi eventi di Telecapri
- Capodanno da Piazza Plebiscito
- Il Miracolo di San Gennaro
- In cucina con Renatino